# Tirésias Simon Sam
Tirésias Simon Sam (15 de mayo de 1835 – 11 de mayo de 1916) fue un militar y político haitiano, Presidente de la República de Haití desde el 31 de marzo de 1896 hasta el 12 de mayo de 1902. Senador por varios años antes de convertirse en Presidente de la República, sucedió a su rival Florvil Hyppolite. Bajo su presidencia, gobernó con el apoyo del Senado y la Cámara de Diputados. Su mandato terminó con un golpe de Estado liderado por Pierre Nord Alexis.

## Biografía
Ya en 1879, Simon Sam se convirtió en senador vitalicio. Pronto se convirtió en secretario de estado. A menudo fue nombrado por senadores para representar al Senado de Haití en ceremonias oficiales ante el presidente de la República. En 1889, Florvil Hyppolite llegó al poder y controló el Senado, reduciendo a Simon Sam y sus colegas a papeles honorarios. El 24 de marzo de 1896 Florvil Hyppolite, entonces presidente, muere de un paro cardíaco.
Después de la muerte del presidente Florvil Hyppolite, el Senado nombró a Tiresias Simon Sam como presidente de la República. Simon había sido un antiguo aliado y amigo político de Florvil Hyppolite. Pero cuando éste había tomado el control del Senado en 1889, Simon Sam se había separado de él. 
Sam controló el país con el apoyo del Senado y la Cámara de Diputados. Fue elegido el 31 de marzo de 1896 por un período de siete años. Su presidencia liberal estuvo marcada por el caso Lüders, que representó humillación hacia el plano internacional, debilitando su poder.
El 8 de mayo de 1902, el general Pierre Nord Alexis tomó el control del país por un golpe de Estado. El golpe de Alexis llevó al presidente Simon Sam a renunciar. Simon Sam dejó la presidencia después de un tiroteo ordenado por las tropas de Alexis, el 12 de mayo de 1902. Nord Alexis se proclamó Presidente vitalicio y Simon Sam partió al exilio. Tras la caída de Alexis, regresó a Haití en 1908. Pero se exilió por segunda vez el 8 de agosto de 1912, tras la muerte del presidente Tancrede Auguste.